# Automobil Motorsport (folyóirat)

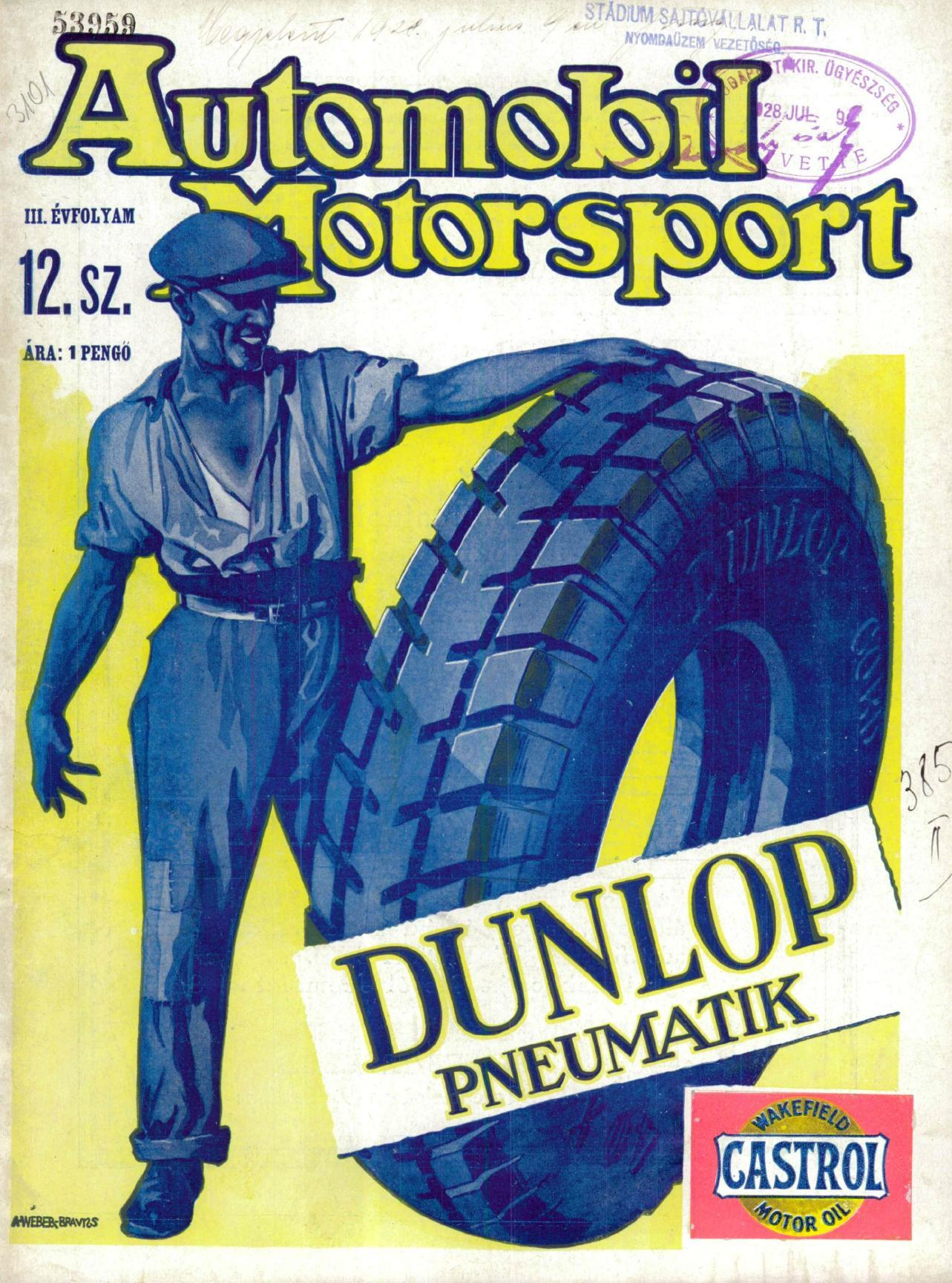
Automobil Motorsport, 3. évf. (1928) 12. szám címlapja

Az Automobil Motorsport 1926 és 1931 között megjelenő, független, képes motorszaklap volt. Felelős szerkesztője 1925-től 1931-ig Déván István, helyettes szerkesztője Dárday-Abriani Dezső volt. A szerkesztőség és kiadóhivatal Budapesten működött. 
Havonta jelent meg, tartalmazott szakcikkeket, versenyhíreket, hirdetéseket. Jellemző rovatai: Kereskedelem, Forgalmi hírek, Rekordok, Hivatalos közlemények, Motorkerékpár világrekordok, Motor túrasport, Új automobil típusok Budapesten.
Az 5. évfolyam (1930) 1. számától a folyóirat neve Automobil Motorsport —Turizmus Közlekedés — Utépités. A folyóiraton belül (a fejlécben) használták az Automobil — Motorsport — Turizmus, a korábbi számokban pedig Automobil — Motorsport megnevezést is.